# Herciana Matmuja

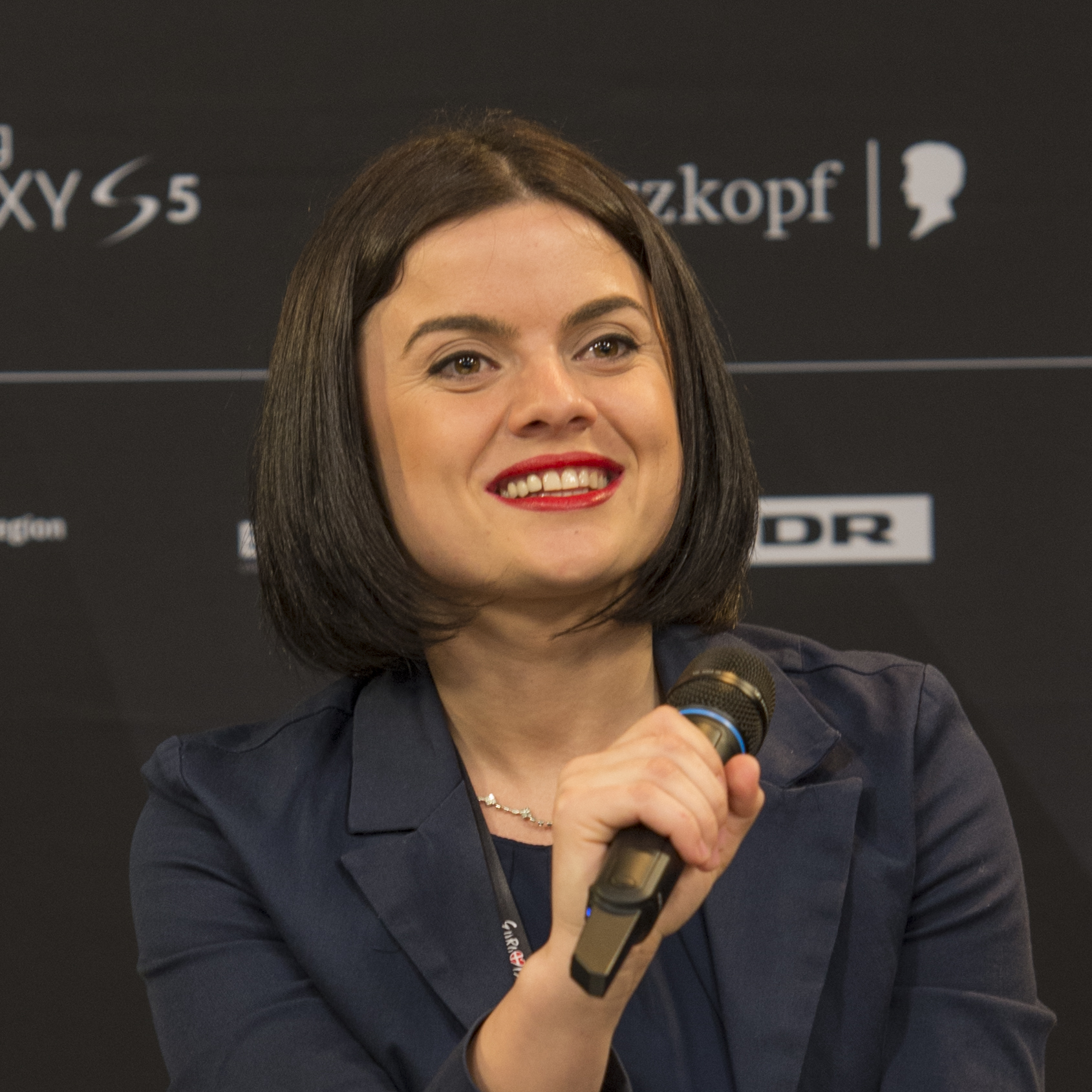
Hersi, 2014

Herciana Matmuja oder Hersi (* 1. Februar 1990 in Kukës) ist eine albanische Sängerin.

## Karriere
Als Herciana noch jung war, zog ihre Familie nach Tirana. Sie singt seit ihrem achten Lebensjahr und hatte schon als Kind Fernsehauftritte. Sie nahm an zahlreichen Musikwettbewerben für Jugendliche teil. 2005 absolvierte sie die Aufnahmeprüfung für die Kunstakademie in Tirana. Seit 2005 studierte sie klassischen Gesang in Rom, wo sie auch wohnt.
2006 nahm Hersi zum ersten Mal am Festivali i Këngës, dem bedeutendsten Musikwettbewerb Albaniens, teil. Sie wurde Zehnte und als bestes Jungtalent ausgezeichnet. 2010 erreichte sie beim Festivali i Këngës den elften Platz. 2011 blieb sie mit dem Lied Aty ku më le punktlos. 2012 wurde Hersi beim 51. Festivali i Këngës Dritte mit dem Lied Kush ta dha këtë emër?. In den Jahren 2011 und 2012 nahm sie auch bei der Fernsehshow Kënga Magjike teil.
Am 28. Dezember 2013 gewann sie das 52. Festivali i Këngës. Als Siegerin vertrat sie Albanien mit dem Lied Zemërimi i një nate (Zorn der Nacht) beim Eurovision Song Contest 2014 in Kopenhagen. Das Lied ist eine Mischung aus Pop und R ’n’ B. In Kopenhagen sang sie das Lied auf Englisch unter dem Titel One Night's Anger im ersten Halbfinale, verpasste aber den Einzug ins Finale.

## Diskografie
Singles
- 2006: Ah jetë, oh jetë
- 2010: Me cilin rri ti dashuri
- 2011: Natë moj natë
- 2011: Aty ku më le
- 2012: Kthehu (feat. Gjergj Leka)
- 2012: Animon
- 2012: Kush ta dha këtë emër
- 2013: Zemërimi i një nate (englische Version One Night’s Anger 2014 für ESC)
- 2021: Kënga e çobanit